# Strašice (okres Strakonice)
Strašice jsou obec v okrese Strakonice v Jihočeském kraji. Žije zde 175 obyvatel.
Kolem obce prochází cyklistická turistická trasa č. 121. Do obce je zavedena pravidelná autobusová doprava.

## Historie
První písemná zmínka o Strašicích pochází z roku 1365. Strašice patří do historického kraje Prácheňsko a Podlesí. Vesnice Škůdra je připomínána již v roce 1045, kdy byla knížetem Břetislavem I. věnována Břevnovskému klášteru.

## Přírodní poměry

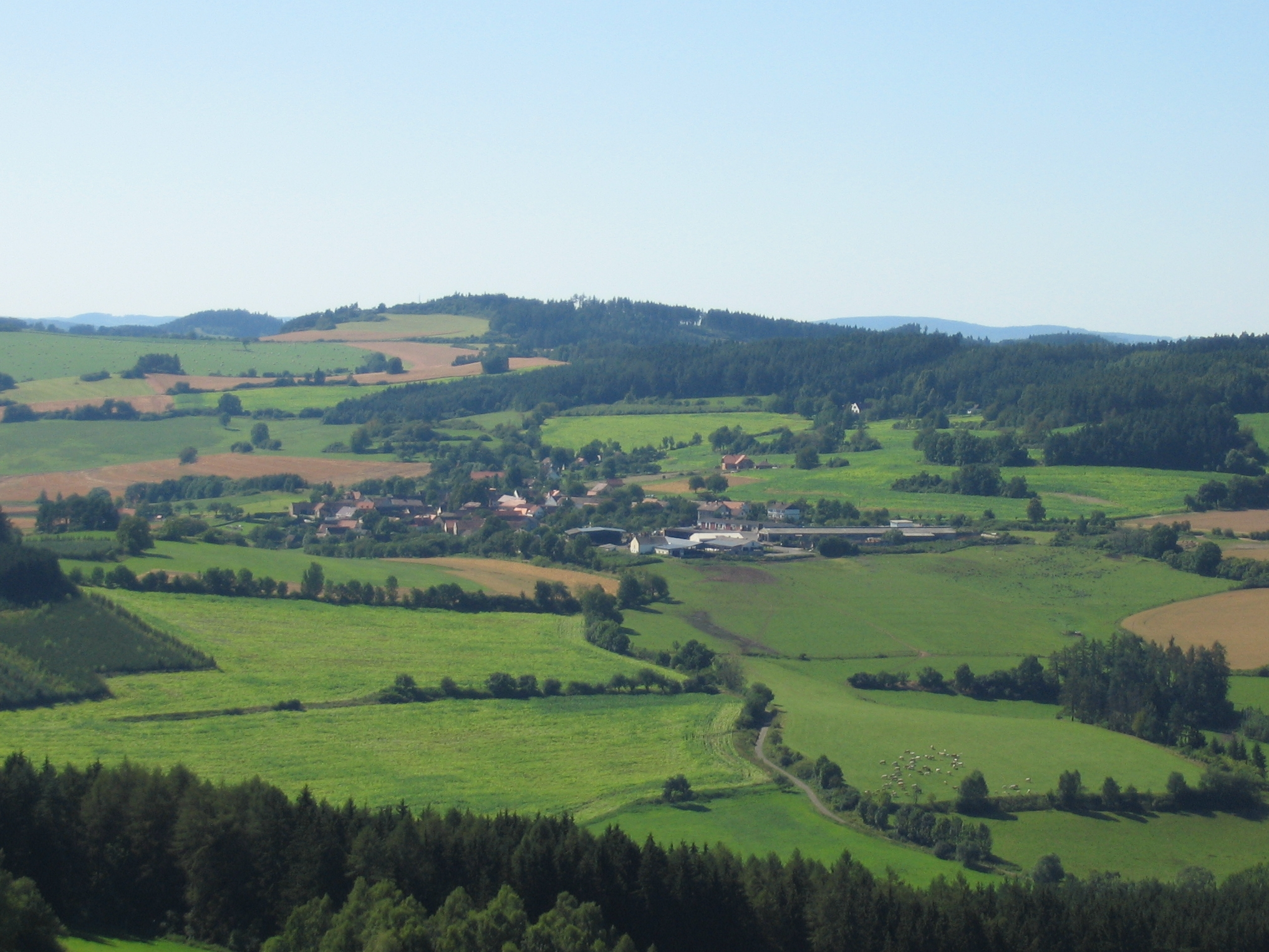
Pohled na Strašice od jihovýchodu (z rozhledny v Hoslovicích)

Strašice leží poblíž styku dvou krajů (Jihočeského a Plzeňského) a tří okresů (Strakonice, Prachatice a Klatovy). Nejvyšším bodem obce i obou jejích části je vrch Bloudím (685 metrů). V blízkém okolí mimo jiné vynikají vrcholy Altán (845 metrů) a Kůstrý (837 metrů), zhruba 3,5 kilometru jihozápadně od Strašic.
Pod Strašicemi protéká Novosedelský potok, zvaný také Kolčava. Nejníže položenou lokalitu na území obce představuje právě jeho údolí (512 metrů v katastru Strašic a 464 metrů v katastru Škůdry). V okolí obce jsou lesy převážně smrkové ale i borovo-jedlové a bukovo-smrkové .V lesích se vyskytují jeleni, mufloni, rysové, divoké kočky, v potoce pak bobr a vydra.[zdroj?] Několik set metrů severozápadně od Strašic, u hájovny pod lesem na jižním úbočí vrchu Bloudím roste památný strom: Strašická lípa.
Strašice geologicky leží v Šumavském podhůří, Javornické hornatině, Vimperské vrchovině v povodí Otavy. Geologická stavba oblasti se skládá zejména z krystalických břidlic. Druh půdy je převážně hlinitopísčitý a písčitohlinitý, v typu půdy převažuje hnědá půda vrchovin a podzoly. Roční průměrná teplota vzduchu je sedm stupňů Celsia. Roční průměrný úhrn srážek je 600 milimetrů. Obec patří do mírně teplé až chladné oblasti.

## Obyvatelstvo
| Rok            | 1869 | 1880 | 1890 | 1900 | 1910 | 1921 | 1930 | 1950 | 1961 | 1970 | 1980 | 1991 | 2001 | 2011 | 2021 |
| -------------- | ---- | ---- | ---- | ---- | ---- | ---- | ---- | ---- | ---- | ---- | ---- | ---- | ---- | ---- | ---- |
| Počet obyvatel | 621  | 682  | 632  | 633  | 597  | 615  | 524  | 377  | 367  | 311  | 246  | 221  | 201  | 188  | 166  |
| Počet domů     | 95   | 102  | 108  | 109  | 108  | 108  | 106  | 108  | 91   | 84   | 79   | 102  | 107  | 109  | 115  |

## Obecní správa

### Části obce
- Strašice
- Škůdra

Na území obce se též nacházejí mlýny Smítka (Smitka), Prachař a Rejškův mlýn.
V letech 1850–1949 k obci patřila i Lhota pod Kůstrým.

### Obecní symboly
Znak a vlajka byly obci uděleny rozhodnutím předsedy Poslanecké sněmovny Parlamentu České republiky dne 12. prosince 2008.
Znak je šikmo rozdělený, pravé pole má modrou barvu, levé zlatou. V modrém poli se nachází zlatá ostrev (na připomínku věnování vesnice Škůdra Břevnovskému klášteru) a ve zlatém poli tři černá mlýnská kola odkazující na tři mlýny na Novosedelském potoce.
Vlajka je také šikmo dělená, žerďová část má modrou barvu a dolní vlající pole žlutou. V horní žerďové části v modrém poli je zlatá ostrev položená souběžně s dělením, ve žlutém poli pak tři černá mlýnská kola.

## Objekty
K obci patří též koupaliště a tábořiště Kolčava, kde se každoročně v červenci koná sjezd motorkářů. V obci je hostinec Na Šumavě, zemědělské obchodní družstvo, které se specializuje na pěstovaní řepky, obilí, kukuřice, brambory, pícnin, skotu a drůbeže. V obci je dobrovolný hasičský sbor.
V roce 2006 byla zcela zrekonstruována budova Obecního úřadu a místní knihovny. Na návsi je nově opravená kaple s poledním a večerním vyzváněním a vzrostlými lípami. Náves doplňuje pomník padlých vojínů z první světové války, o který je staráno stejně jako o boží muka v obci a okolí. Počet popisných čísel je 80.